# راندال أزوفيفا
راندال أزوفيفا كوراليس (بالإسبانية: Randall Azofeifa)‏ (مواليد 30 ديسمبر 1984 في سان هوزيه) لاعب كرة قدم كوستاريكي دولي يجيد اللعب في خط الوسط . يلعب حاليا لصالح نادي غينت البلجيكي منذ 2006 .

## روابط خارجية
- راندال أزوفيفا على موقع الاتحاد الدولي (مؤرشف)  (الإنجليزية)
- راندال أزوفيفا على موقع اتحاد تركيا (لاعب) (الإنجليزية)
- راندال أزوفيفا على موقع قاعدة بيانات كرة القدم.إي يو (الإنجليزية)
- راندال أزوفيفا على موقع ناشيونال فوتبول تيمز (الإنجليزية)
- راندال أزوفيفا على موقع Soccerway.com (الإنجليزية)
- راندال أزوفيفا على موقع عالم كرة القدم.نت (الإنجليزية)
- راندال أزوفيفا على موقع كووورة
- راندال أزوفيفا على موقع AS.com (الإسبانية)